# Erythradenia
Erythradenia é um género botânico pertencente à família Asteraceae.